# Vladimír Hrubjak
Vladimír Hrubjak (* 8. února 1967) je bývalý slovenský fotbalista, brankář.

## Fotbalová kariéra
Hrál za Duklu Banská Bystrica. V československé lize nastoupil ve 28 utkáních.

## Ligová bilance
| Ročník                                   | Zápasy | Góly | Klub                  |
| ---------------------------------------- | ------ | ---- | --------------------- |
| 1. československá fotbalová liga 1985/86 | 1      | 0    | Dukla Banská Bystrica |
| 1. československá fotbalová liga 1986/87 | 21     | 0    | Dukla Banská Bystrica |
| 1. československá fotbalová liga 1987/88 | 5      | 0    | Dukla Banská Bystrica |
| 1. československá fotbalová liga 1988/89 | 0      | 0    | Dukla Banská Bystrica |
| 1. československá fotbalová liga 1989/90 | 1      | 0    | Dukla Banská Bystrica |
| CELKEM                                   | 28     | 0    |                       |